# Choosing Healthplans All Together
"Choosing Healthplans All Together" (CHAT) (em português:  Escolhendo Planos de Saúde Todos Juntos) é um exercício de simulação em que os usuários decidem quais tipos de benefícios (por exemplo, hospitalização, consultas, exames, medicamentos, etc.) eles gostariam de incluir em seu pacote de plano de saúde, e que nível de serviço (básico ou alto) eles priorizam. Esta atividade enfatiza a necessidade crítica de criar pacotes de benefícios de seguro saúde com base nas informações locais. O objetivo central deste exercício é determinar qual pacote de benefícios reflete melhor as prioridades do grupo de jogadores dentro de um orçamento finito alocado para seguro saúde e dentro das circunstâncias em que os participantes vivem.
O exercício de simulação de CHAT consiste em uma atividade semelhante a um jogo em que os participantes (geralmente em grupos de doze a quinze pessoas) podem escolher entre diferentes tipos de benefícios e, para cada tipo, o nível de cobertura que tem preços realistas, com base em estimativas atuariais que refletem o custo unitário e os dados de utilização que se aplicam localmente e que foram usados para calcular os custos antes do desenvolvimento do exercício de simulação. Dessa forma, o exercício de simulação pode se concentrar em um processo simplificado de tomada de decisão que permite aos participantes visualizar as compensações que fazem, enquanto os complicados cálculos atuariais envolvendo informações estatísticas são separados.
O exercício CHAT geralmente é executado em várias rodadas para facilitar o processo de aprendizagem. Na primeira rodada, os participantes escolhem individualmente pacotes de benefícios que atendam às suas necessidades e às de suas famílias; a primeira rodada serve principalmente para ensinar aos participantes as regras do jogo. Nas rodadas subsequentes, os participantes podem validar suas escolhas verificando quão bem eles seriam cobertos em diferentes cenários. Os cenários são descritos em "cartas de evento de saúde" que cada jogador retira de um baralho por sua vez, e lê em voz alta; assim, todo o grupo pode validar as escolhas feitas na rodada anterior. Como a ferramenta CHAT se destina a projetar um pacote de benefícios de seguro saúde para um grupo-alvo específico, todo o grupo de participantes deve chegar a um consenso sobre um pacote de benefícios para todo o grupo ou comunidade em uma das rodadas. Todo o processo é conduzido por um facilitador que segue um roteiro, o que garante que as explicações e o processo sejam o mais padronizados e comparáveis possíveis em diferentes grupos ou locais. O processo pode, portanto, ser visto como uma versão de uma discussão de grupo focal.
Em 2005, a ferramenta CHAT foi completamente reformulada para ser testada no contexto de um país de classe baixa, com clientes em potencial que são simultaneamente caracterizados por ter baixa renda, baixa escolaridade, baixo numeramento, rural e com pouca ou nenhuma experiência com seguro. Os prêmios devem ser "baixos" para a população-alvo pobre. No entanto, prêmios desse tipo impõem cobertura limitada ou racionamento de benefícios. O teste foi realizado na Índia. Como a população-alvo não tem acesso a um esquema nacional de seguro saúde e raramente compra produtos comerciais de seguro saúde, qualquer tentativa de aumentar a demanda por planos de saúde entre os grupos de base (na Índia e em outros lugares) exigiria o estabelecimento dos benefícios específicos que os clientes priorizam dentro de um orçamento definido e muito baixo. O exercício de simulação do CHAT teve que ser alterado para dar aos participantes escolhas que refletissem a realidade prevalecente na Índia rural. Assim, menos tipos de benefícios foram oferecidos na Índia em comparação com os oferecidos na versão dos EUA do CHAT. Os níveis de benefícios também tiveram que ser reduzidos (opções básicas ou altas, versus opções básicas, médias ou altas nos EUA) e os níveis de serviço tiveram que ser redesenhados para refletir apenas as diferenças no grau de reembolso (na versão indiana), excluindo os aspectos qualitativos dos serviços de saúde, como a escolha do provedor (referido na versão dos EUA).
A ferramenta CHAT original foi desenvolvida em 1995 por médicos especialistas em ética dos Institutos Nacionais da Saúde e da Universidade de Michigan, nos Estados Unidos. Ele foi testado nos EUA em vários locais.